# مارسيلينيو هويرتاس
مارسيلينيو هويرتاس مواليد 25 مايو 1983، هو لاعب كرة سلة برازيلي يلعب مع فريق نادي برشلونة ويحمل الرقم 9. يبلغ طوله 6 قدم 3 بوصة (1.9 م).

## فرق لعب لها
- بينهيروس لكرة السلة
- جوفينتوت بادالونا
- بلباو باسكت
- ساسكي باسكونيا
- نادي برشلونة لكرة السلة

## الميداليات
| الميدالية | المسابقة                             |
| --------- | ------------------------------------ |
| ذهبية     | بطولة أمم الأمريكتين لكرة السلة 2005 |
| ذهبية     | بطولة أمم الأمريكتين لكرة السلة 2009 |
| فضية      | بطولة أمم الأمريكتين لكرة السلة 2011 |

## روابط خارجية
- مارسيلينيو هويرتاس على موقع الاتحاد الدولي لكرة السلة (الإنجليزية)
- مارسيلينيو هويرتاس على موقع الدوري الأوروبي لكرة السلة (الإنجليزية)
- مارسيلينيو هويرتاس على موقع إن بي أي (الإنجليزية)
- مارسيلينيو هويرتاس على موقع سبورتس رفرنس (الإنجليزية)
- مارسيلينيو هويرتاس على موقع الدوري الإسباني لكرة السلة (الإسبانية)
- مارسيلينيو هويرتاس على موقع كرة السلة الأوروبية.كوم (الإنجليزية)
- مارسيلينيو هويرتاس على موقع DraftExpress.com (الإنجليزية)
- مارسيلينيو هويرتاس على موقع إي إس بي إن.كوم (الإنجليزية)
- مارسيلينيو هويرتاس على موقع ريلجم (الإنجليزية)
- مارسيلينيو هويرتاس على موقع بروبوليرز (الإنجليزية)